# Aubagnan
Aubagnan est une commune du Sud-Ouest de la France, située dans le département des Landes, dans la région Nouvelle-Aquitaine.

## Géographie

### Localisation
Commune située dans la Chalosse à la limite du Tursan, non loin des Pyrénées-Atlantiques. Pau est à 42 km au sud-sud-est, Mont-de-Marsan à 25 km au nord, Aire-sur-l'Adour 18 km à l'est, Hagetmau à 8 km à l'ouest (distances à vol d'oiseau).

### Communes limitrophes
Les communes limitrophes sont  Bats, Coudures, Samadet, Serres-Gaston et Vielle-Tursan.
|               | Coudures |               |
| Serres-Gaston | Aubagnan | Vielle-Tursan |
|               | Samadet  | Bats          |

### Géologie
Aubagnan est sur une terrasse à galets graviers et matrice argilo-sableuse du Pléistocène inférieur terminal (« Fu », en gris-vert sur la carte géologique), encadrée par les deux vallées du Gabas à l'ouest et du Bas à l'est, qui coulent tous deux dans le sens sud-est / nord-ouest.

### Climat
Pour des articles plus généraux, voir Climat de la Nouvelle-Aquitaine et Climat des Landes.
Historiquement, la commune est exposée à un climat océanique aquitain.  
En 2020, Météo-France publie une typologie des climats de la France métropolitaine dans laquelle la commune est exposée à un climat océanique et est dans la région climatique Aquitaine, Gascogne, caractérisée par une pluviométrie abondante au printemps, modérée en automne, un faible ensoleillement au printemps, un été chaud (19,5 °C), des vents faibles, des brouillards fréquents en automne et en hiver et des orages fréquents en été (15 à 20 jours).
Pour la période 1971-2000, la température annuelle moyenne est de 13 °C, avec une amplitude thermique annuelle de 14,8 °C. Le cumul annuel moyen de précipitations est de 1 079 mm, avec 12,1 jours de précipitations en janvier et 7,5 jours en juillet. Pour la période 1991-2020, la température moyenne annuelle observée sur la station météorologique la plus proche, située sur la commune d'Urgons à 4,16 km à vol d'oiseau, est de 14,0 °C et le cumul annuel moyen de précipitations est de 1 009,4 mm,. Pour l'avenir, les paramètres climatiques de la commune estimés pour 2050 selon différents scénarios d'émission de gaz à effet de serre sont consultables sur un site dédié publié par Météo-France en novembre 2022.

## Urbanisme

### Typologie
Au 1er janvier 2024, Aubagnan est catégorisée commune rurale à habitat dispersé, selon la nouvelle grille communale de densité à sept niveaux définie par l'Insee en 2022.
Elle est située hors unité urbaine. Par ailleurs la commune fait partie de l'aire d'attraction de Mont-de-Marsan, dont elle est une commune de la couronne,. Cette aire, qui regroupe 101 communes, est catégorisée dans les aires de 50 000 à moins de 200 000 habitants,.

### Occupation des sols

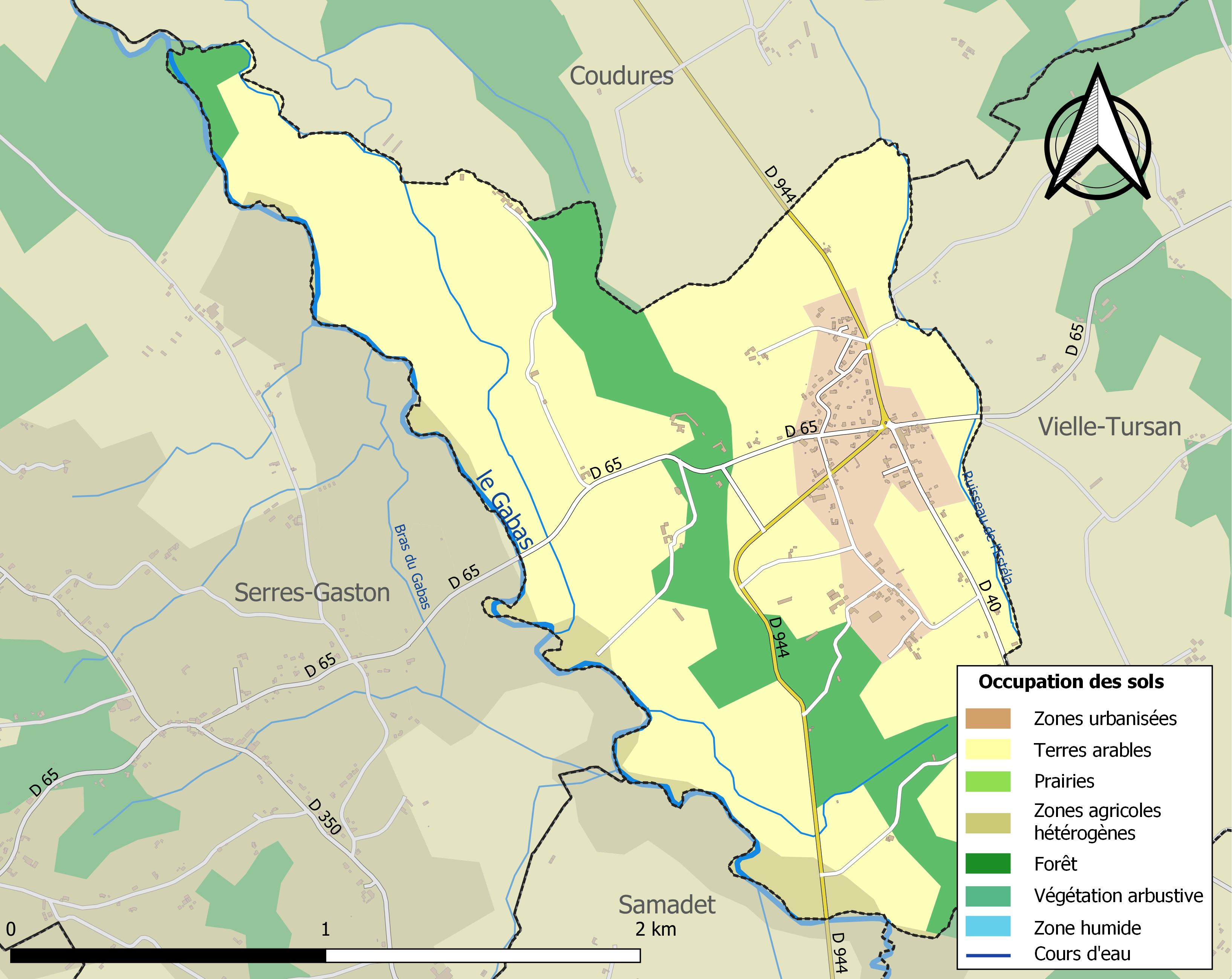
Carte des infrastructures et de l'occupation des sols de la commune en 2018 (CLC).

L'occupation des sols de la commune, telle qu'elle ressort de la base de données européenne d’occupation biophysique des sols Corine Land Cover (CLC), est marquée par l'importance des territoires agricoles (73,6 % en 2018), en diminution par rapport à 1990 (82,6 %). La répartition détaillée en 2018 est la suivante : terres arables (69,5 %), forêts (17,4 %), zones urbanisées (9,1 %), zones agricoles hétérogènes (4 %). L'évolution de l’occupation des sols de la commune et de ses infrastructures peut être observée sur les différentes représentations cartographiques du territoire : la carte de Cassini (XVIIIe siècle), la carte d'état-major (1820-1866) et les cartes ou photos aériennes de l'IGN pour la période actuelle (1950 à aujourd'hui).

### Risques majeurs
Le territoire de la commune d'Aubagnan est vulnérable à différents aléas naturels : météorologiques (tempête, orage, neige, grand froid, canicule ou sécheresse), inondations, mouvements de terrains et séisme (sismicité faible). Un site publié par le BRGM permet d'évaluer simplement et rapidement les risques d'un bien localisé soit par son adresse soit par le numéro de sa parcelle.
Certaines parties du territoire communal sont susceptibles d’être affectées par le risque d’inondation par débordement de cours d'eau, notamment le Gabas. La commune a été reconnue en état de catastrophe naturelle au titre des dommages causés par les inondations et coulées de boue survenues en 1999 et 2009,.
Les mouvements de terrains susceptibles de se produire sur la commune sont des tassements différentiels.

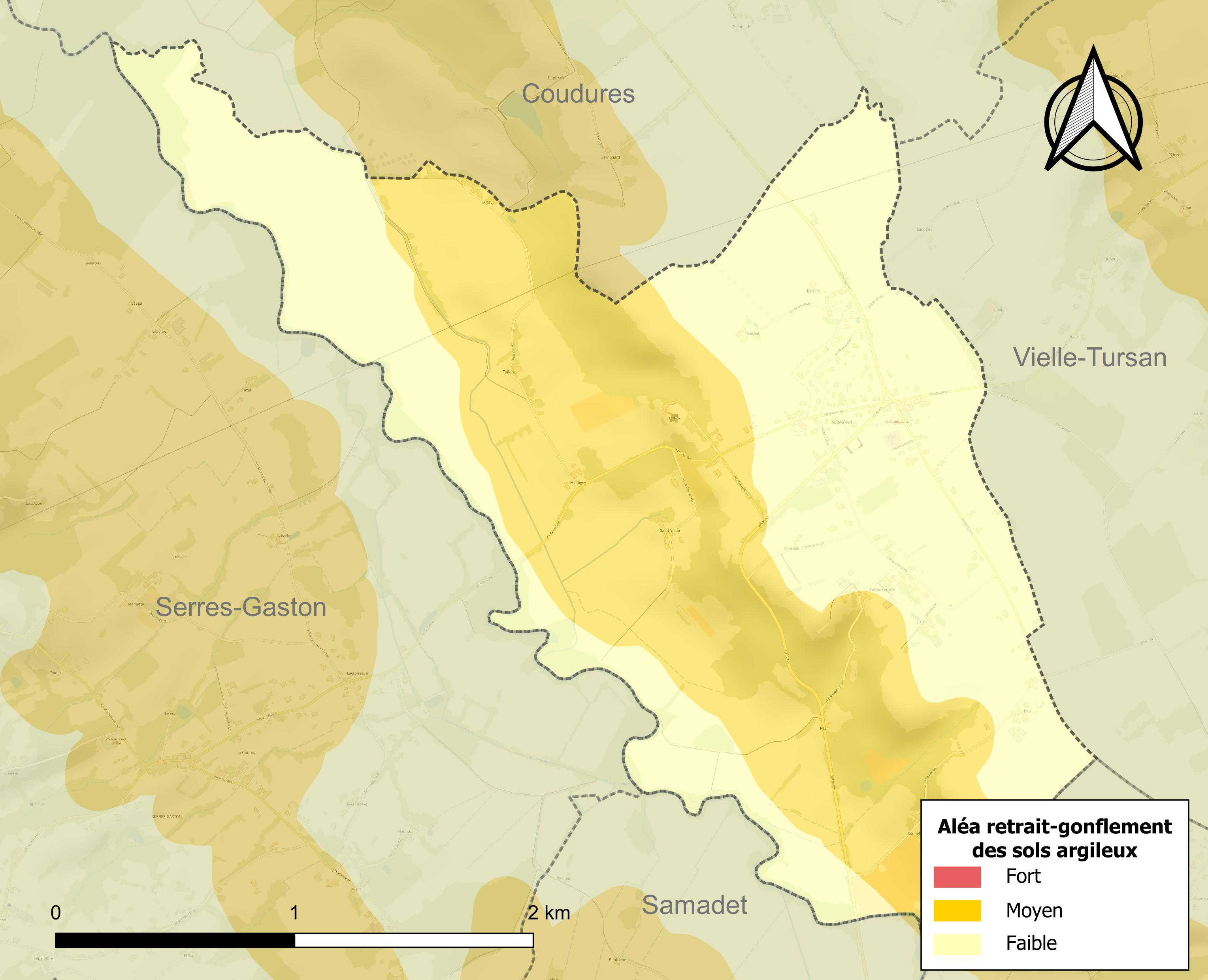
Carte des zones d'aléa retrait-gonflement des sols argileux d'Aubagnan.

Le retrait-gonflement des sols argileux est susceptible d'engendrer des dommages importants aux bâtiments en cas d’alternance de périodes de sécheresse et de pluie. 47 % de la superficie communale est en aléa moyen ou fort (19,2 % au niveau départemental et 48,5 % au niveau national). Sur les 119 bâtiments dénombrés sur la commune en 2019,  17 sont en aléa moyen ou fort, soit 14 %, à comparer aux 17 % au niveau départemental et 54 % au niveau national. Une cartographie de l'exposition du territoire national au retrait gonflement des sols argileux est disponible sur le site du BRGM,.
Concernant les mouvements de terrains, la commune a été reconnue en état de catastrophe naturelle au titre des dommages causés par des mouvements de terrain en 1999.

## Histoire

### Protohistoire

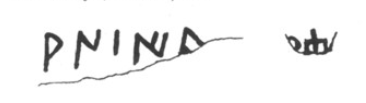
Inscription ibère,
tumulus de la lande Mesplède.

Les tumulus de la lande Mesplède, souvent cités comme "les tumulus de Vielle-Aubagnan", se trouvent sur Vielle, entre Vielle à l'est et Aubagnan à l'ouest. L'un de ces tumulus, exploré en 1914 par Pierre-Eudoxe Dubalen, a livré parmi son mobilier les restes de deux fragments que l'on interprète aujourd’hui comme deux phiales en argent avec des inscriptions ibériques particulièrement intrigantes.  La sépulture a été datée par son mobilier de l'époque du second âge du fer, et vraisemblablement de la fin du IIe siècle av. J.-C.. Les phiales auraient été fabriquées dans un atelier de la basse vallée de l'Èbre à la fin du IIIe siècle av. J.-C.. Ces inscriptions ont fait l'objet d'une abondante littérature scientifique ; à ce jour les débats ont toujours cours quant à l'interprétation de cette découverte pour déterminer la part et les modalités de l'influence ibérique en Aquitaine avant la conquête romaine,,.

## Politique et administration
| Période                                  | Période  | Identité                | Étiquette | Qualité                                                                          |
| ---------------------------------------- | -------- | ----------------------- | --------- | -------------------------------------------------------------------------------- |
| 1983                                     | 1999     | Jean-Pierre Saint-Genez |           | Employé de banque                                                                |
| 1999                                     | 2008     | Monique Lubin           | PS        | Conseillère générale du canton de Hagetmau (2004-2015), assistante parlementaire |
| mars 2008                                | 2014     | Geneviève Fradin        |           | Directice CGA 40                                                                 |
| mars 2014                                | En cours | Vincent Darthos         | PS        | Gestionnaire de stock                                                            |
| Les données manquantes sont à compléter. |          |                         |           |                                                                                  |

## Démographie
L'évolution du nombre d'habitants est connue à travers les recensements de la population effectués dans la commune depuis 1793. Pour les communes de moins de 10 000 habitants, une enquête de recensement portant sur toute la population est réalisée tous les cinq ans, les populations de référence des années intermédiaires étant quant à elles estimées par interpolation ou extrapolation. Pour la commune, le premier recensement exhaustif entrant dans le cadre du nouveau dispositif a été réalisé en 2006.

En 2022, la commune comptait 274 habitants, en évolution de +9,6 % par rapport à 2016 (Landes : +5,78 %, France hors Mayotte : +2,11 %).
| 1793 | 1800 | 1806 | 1821 | 1831 | 1836 | 1841 | 1846 | 1851 |
| ---- | ---- | ---- | ---- | ---- | ---- | ---- | ---- | ---- |
| 181  | 213  | 227  | 228  | 236  | 316  | 315  | 332  | 323  |

| 1856 | 1861 | 1866 | 1872 | 1876 | 1881 | 1886 | 1891 | 1896 |
| ---- | ---- | ---- | ---- | ---- | ---- | ---- | ---- | ---- |
| 345  | 323  | 315  | 302  | 330  | 318  | 312  | 312  | 298  |

| 1901 | 1906 | 1911 | 1921 | 1926 | 1931 | 1936 | 1946 | 1954 |
| ---- | ---- | ---- | ---- | ---- | ---- | ---- | ---- | ---- |
| 309  | 300  | 307  | 265  | 274  | 272  | 256  | 225  | 195  |

| 1962 | 1968 | 1975 | 1982 | 1990 | 1999 | 2006 | 2011 | 2016 |
| ---- | ---- | ---- | ---- | ---- | ---- | ---- | ---- | ---- |
| 167  | 188  | 206  | 205  | 226  | 233  | 226  | 245  | 250  |

| 2021 | 2022 | - | - | - | - | - | - | - |
| ---- | ---- | - | - | - | - | - | - | - |
| 267  | 274  | - | - | - | - | - | - | - |

## Culture locale et patrimoine

### Lieux et monuments
- Église Notre-Dame d'Aubagnan
- Château d'Aubagnan

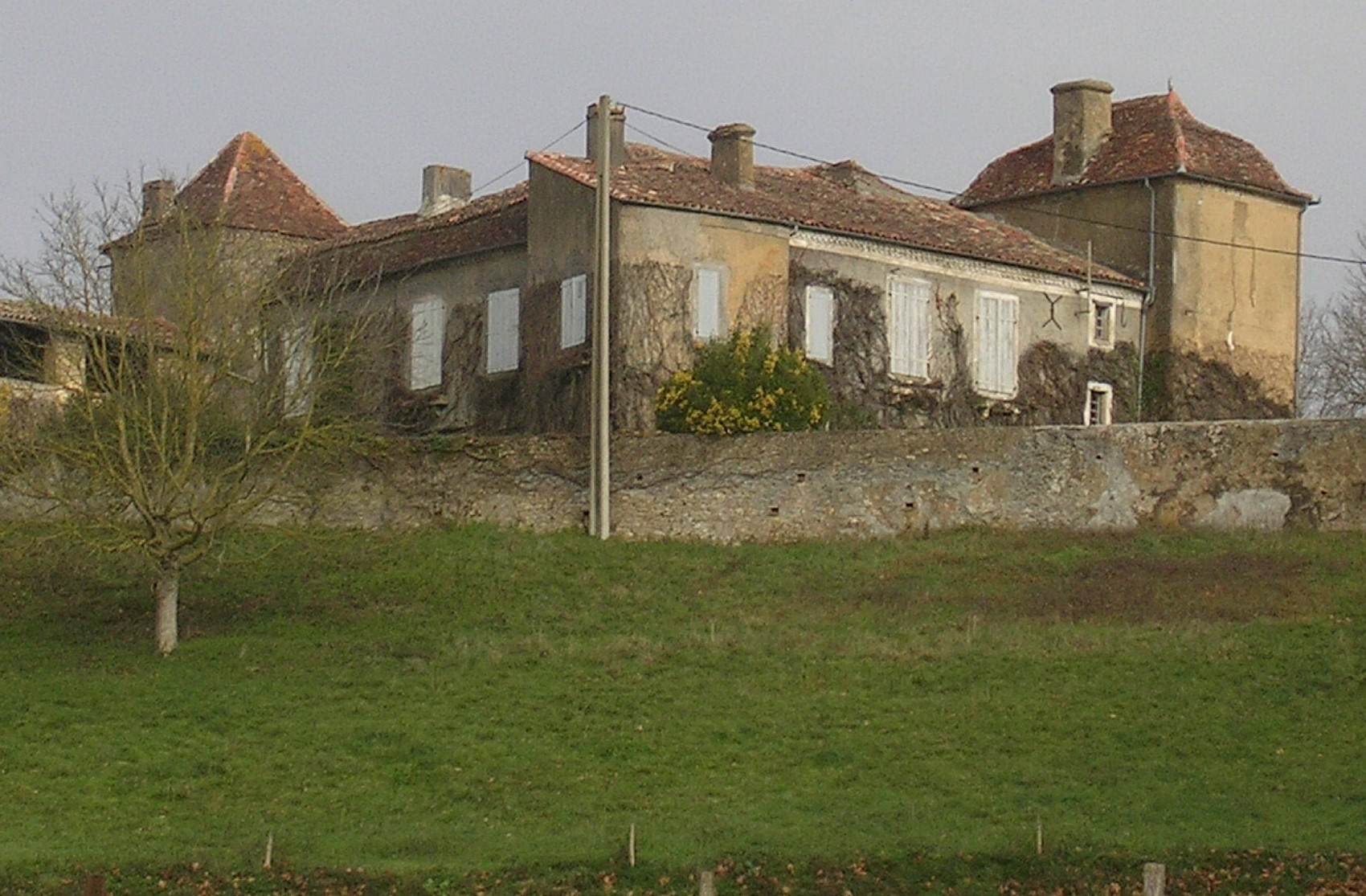
Château d'Aubagnan.